# Gerhard von Borgo San Donnino
Gerhard von Borgo San Donnino (ital.: Gerardo di Borgo San Donnino; † um 1276) war ein italienischer Vertreter der  Spiritualen innerhalb des Franziskanerordens im 13. Jahrhundert.
Gerhard stammte aus Borgo San Donnino (heute Fidenza) und studierte in Sizilien. Als Protege des Ordensgenerals Johannes von Parma war er wie dieser ein Anhänger der millenaristischen Ideen des Joachim von Fiore. Später zog er nach Paris, wo er seine Studien fortführte. Im Ordenskonvent von Provins traf er 1248 auf seinen Mitbruder Salimbene von Parma, von dem er als „Joachit bis auf die Knochen“ (totaliter Ioachimite) beschrieben wurde. Gegenüber Salimbene machte sich Gerhard über den gerade beginnenden Kreuzzug König Ludwigs IX. nach Ägypten (Sechster Kreuzzug) lustig und sagte dessen Scheitern voraus, indem er sich auf eine entsprechende Prophezeiung Joachims aus dessen Jeremiaskommentar berief. 1253 begegneten sich Gerhard und Salimbene in Mantua ein zweites Mal.
Im Jahr 1254 veröffentlichte Gerhard in Paris, als erster überhaupt, die drei Schriften des Joachim von Fiore (Concordia Novi et Veteris Testamenti, Expositio in Apocalypsim und Psalterium decem chordarum) in einem Buch und fügte diesem ein Vorwort mit dem provokativen Titel „Einleitung zum ewigen Evangelium“ (Liber introductorius ad Evangelium aeternum) hinzu. Darin erklärte er die Ideen des Joachim für das „ewige Evangelium“ und die Franziskaner-Spritualen als den von Joachim prophezeiten neuen Orden, welcher die Herrschaft über die Kirche bei der Wiederkehr des heiligen Geistes übernehmen werde. Diese Schrift führte zu einer Verschärfung des bereits an der Pariser Universität tobenden Streits zwischen den Brüdern der Bettelorden auf der einen und den weltgeistlichen Lehrern auf der anderen Seite (Mendikantenstreit).
Papst Alexander IV. berief 1255 in Anagni ein Kardinalskonzil ein, welches am 23. Oktober nach eingehender Beratung die Thesen Jochaims von Fiore und die Schrift Gerhards verurteilte. Dies hatte unter anderem die Absetzung Johannes von Parma und die Ernennung Bonaventuras an der Ordensspitze zur Folge. Gerhard selbst wurde 1263 verhaftet und in einen Kerker nach Sizilien verbracht, in dem er bis zu seinem Tod blieb.